# HD 25175
HD 25175，又名BD+16 544，SAO 93716、HR 1237，是一颗恒星，视星等为6.32，位于銀經174.34，銀緯-26.15，其B1900.0坐标为赤經3h 54m 54s，赤緯+17° -26.15′ 52″。